# Gerhard Braune
Gerhard Braune (* 30. Juni 1930 in Dresden; † 28. Oktober 2014) war ein deutscher Wirtschaftswissenschaftler, Hochschullehrer und Fachbuchautor.

## Leben
Gerhard Braune studierte Betriebswirtschaftslehre an der Ludwig-Maximilians-Universität München mit den Abschlüssen als Diplom-Kaufmann und Diplom-Handelslehrer. Nach mehrjähriger Industrietätigkeit wurde er zum 1. April 1964 an die Staatliche Ingenieurschule Karlsruhe als Professor in die Allgemeine Abteilung berufen. Er hielt Vorlesungen in den Gebieten Betriebswirtschaftslehre, Exportwirtschaft, Internationales Projektmanagement und Managementtechniken.
1966 wurde Gerhard Braune Leiter der Allgemeinen Abteilung und baute diese im Zuge der Umstrukturierung durch das Fachhochschulgesetz zum Fachbereich Sozialwissenschaften aus. Diesem Fachbereich wurde die interdisziplinäre Ausbildung der Studierenden in den Ingenieurwissenschaften für die nichttechnischen Fächer übertragen. Dies umfasste die Integration wirtschafts- und sozialwissenschaftlicher Fächer in die Studien- und Prüfungsordnungen der ingenieurwissenschaftlichen Fachbereiche sowie den Ausbau des Programms nichttechnischer Seminare, die für die Ingenieurpraxis von Bedeutung sind. Gerhard Braune leitete diesen Fachbereich insgesamt 22 Jahre bis 1989.
Darüber hinaus war Gerhard Braune von 1971 bis 1992 Mitglied des Lenkungsausschusses für Hochschuldidaktik an den Fachhochschulen Baden-Württembergs, der sich insbesondere mit der Durchführung von hochschuldidaktischen Projekten und Seminaren befasste. Zudem gehörte Gerhard Braune zu den Mitbegründern der Seminare für Exportwirtschaft (SEFEX) der Export-Akademie Baden-Württemberg. Die Planung und Durchführung der sogenannten SEFEX-Seminare in Karlsruhe lag ab 1979 in seinen Händen. Im Rahmen des Zusatzstudiums Fremdsprachen und Internationales Projektmanagement hat Gerhard Braune an der Konzeption des Zusatzstudiengangs mitgewirkt und das Fach Internationales Projektmanagement vertreten.
Nach 28-jähriger Lehrtätigkeit im Fachbereich Sozialwissenschaften der Fachhochschule Karlsruhe ging Gerhard Braune mit Ablauf des Sommersemesters 1992 in den Ruhestand. In Anerkennung seiner Verdienste wurde er durch den Rektor Werner Fischer mit der goldenen Ehrennadel der Fachhochschule Karlsruhe ausgezeichnet. Auch nach seiner Pensionierung war er bis 2010 als Lehrbeauftragter mit der Hochschule Karlsruhe verbunden.

## Veröffentlichungen (Auswahl)
- mit Richard Bessoth: Schule und Management. Westermann Verlag, Braunschweig 1977, ISBN 978-3-14-160061-2.
- mit Bernhard Streck: Praktische Methoden der Bilanzanalyse und Bilanzkritik. Verlag Moderne Industrie, Landsberg am Lech 1981, ISBN 978-3-478-32720-6.
- mit Bernhard Streck: Betriebswirtschaftslehre. Expert-Verlag, Grafenau (Württ.) 1981, ISBN 978-3-88508-603-1.
- mit Waldemar Leonhard Poley: Lizenzvergabe und Know-how-Export. Rationalisierungs-Kuratorium der Deutschen Wirtschaft, Eschborn 1983.
- mit Klaus Ferdinand: Exportanbahnung. Auswahlkriterien und Prüflisten. Rationalisierungs-Kuratorium der Deutschen Wirtschaft, Eschborn 1983.
- mit Bernhard Streck: Praktische Methoden der Bilanzanalyse und Bilanzkritik mit dem Personalcomputer. Verlag Moderne Industrie, Landsberg 1984, ISBN 978-3-478-44000-4.